# Антуан Анрі Беккерель
Антуан Анрі Бе́ккерель (фр. Antoine Henri Becquerel; 15 грудня 1852 — 25 серпня 1908) — французький фізик, лауреат Нобелівської премії з фізики та один з першовідкривачів радіоактивності.

## Ранні роки
Беккерель народився в Парижі в сім'ї науковців, яка, рахуючи його самого, його сина, батька — Александра Едмона, діда — Антуана Сезара, дала чотири покоління науковців. Він здобув наукову освіту в Політехнічній школі (X1872) й інженерну освіту в Національній школі мостів і шляхів (фр. École Nationale des Ponts et Chaussées) (1874). У 1874 р. Беккерель одружився з Люсі Жамен, яка народила від нього сина Жана і померла під час пологів (1878). Беккерель одружився з Луїзою Дезіре Лор'є у 1890 р. У 1889-му став членом Французької академії наук.

## Наукова праця

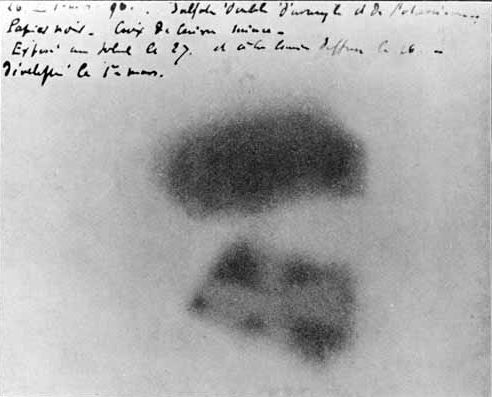
Зображення фотопластини Беккереля, яка була засвічена випромінюванням солей урану. Ясно видно тінь металевого мальтійського хреста, поміщеного між пластинкою і сіллю урану.

У 1892 р. Беккерель став третьою людиною з їх сім'ї, яка очолила кафедру фізики в Національному музеї натуральної історії (фр. Muséum national d'histoire naturelle). У 1894 р. він став головним інженером в управлінні мостів і доріг.
У 1896 р. Беккерель випадково відкрив радіоактивність під час робіт з дослідження фосфоресценції в солях урану. Досліджуючи роботу Рентгена, він загорнув флюоресціюючий матеріал — уранілсульфат калію в непрозорий матеріал разом з фотопластинами, з тим, щоб приготуватися до експерименту, що вимагає яскравого сонячного світла. Проте ще до здійснення експерименту Беккерель виявив, що фотопластини були повністю засвічені. Це відкриття спонукало Беккереля до дослідження спонтанного випускання ядерного випромінювання 
Детальніші відомості з цієї теми ви можете знайти в статті Дослід радіоактивності Антуаном Анрі Беккерелем.
У 1903 р. він отримав спільно з П'єром і Марією Кюрі Нобелівську премію з фізики «На знак визнання його видатних заслуг, що виразилися у відкритті мимовільної радіоактивності».

## Останні роки
У 1900 році Беккерель вимірював властивості бета-частинок і зрозумів, що вони мають ті ж характеристики, що й електрони високої швидкості, що залишають ядро. У 1901 році Беккерель зробив відкриття, що радіоактивність може бути використана на користь медицини. Генрі зробив це відкриття, коли залишив у кишені жилета шматочок радію і помітив, що опікся. Це відкриття призвело до розвитку променевої терапії, яку зараз використовують для лікування раку. Після відкриття радіоактивності Беккерель прожив недовго і помер 25 серпня 1908 року у віці 55 років у місті Ле-Круазік, Франція. Його смерть сталася за невідомих причин, але повідомлялося, що «у нього виникли серйозні опіки на шкірі, ймовірно, від поводження з радіоактивними матеріалами».
На його честь названа одиниця радіоактивності в системі одиниць SI — бекерель (Bq). Також один кратер на Місяці, один кратер на Марсі і один астероїд.